# Kalanchoe craibii
Kalanchoe craibii ist eine Pflanzenart der Gattung Kalanchoe in der Familie der Dickblattgewächse (Crassulaceae).

## Beschreibung

### Vegetative Merkmale
Kalanchoe craibii ist eine vermutlich ausdauernde Pflanze. Der einfache, aufrechte Trieb ist kahl oder im oberen Teil gelegentlich langhaarig. Die Laubblätter sind gestielt. Der schlanke Blattstiel ist an der Basis verbreitert. Die Blattspreite ist der Basis dreigeteilt. Die Segmente sind linealisch.

### Generative Merkmale
Der Blütenstand ist ebensträußig und besitzt einen sehr kurzen Blütenstandsstiel. Die aufrechten, gelben Blüten stehen an etwa 9 Millimeter langen Blütenstielen. Ihre leicht glockenförmige, langhaarige Kelchröhre ist etwa 1,2 Millimeter lang. Die linealischen bis fast lanzettlichen, spitz zulaufenden Kelchzipfel sind etwa 8 Millimeter lang und 2,6 bis 2,8 Millimeter breit. Die röhrige Kronröhre ist im unteren Teil erweitert und etwa 10,5 Millimeter lang. Ihre verkehrt eiförmigen bis fast kreisförmigen, dornenspitzigen Kronzipfel weisen eine Länge von etwa 10,5 Millimeter auf und sind 7 Millimeter breit. Die Staubblätter sind oberhalb der Mitte der Kronröhre angeheftet und ragen aus der Blüte heraus. Die linealischen, zugespitzten Nektarschüppchen weisen eine Länge von etwa 3,5 Millimeter auf und sind 0,2 Millimeter breit. Das eiförmig-lanzettliche Fruchtblatt weist eine Länge von etwa 9,5 Millimeter auf. Der Griffel ist etwa 2,3 Millimeter lang.

## Systematik und Verbreitung
Kalanchoe craibii ist in Thailand im buschigen Trockendschungel in Höhen von 300 Metern verbreitet. 
Die Erstbeschreibung durch Raymond-Hamet wurde 1914 veröffentlicht.

## Nachweise